# Horto de Incêndio
Horto de Incêndio é um livro do escritor português Al Berto, publicado em 1997, pela Assírio & Alvim.